# Sint-Antonius Abtkerk (Rollegem)
De Sint-Antonius Abtkerk  is een parochiekerk gelegen in Rollegem, een deelgemeente van Kortrijk, in de Belgische provincie West-Vlaanderen. Ze is gewijd aan Antonius van Egypte.

## Situering
De kerk van Rollegem lag tot 1801 in het bisdom van Doornik. Ze behoorde echter eerst tot de dekenij Helkijn, later volgens de statuten van 1633 tot de dekenij van Kortrijk. Door het concordaat van 15 juli 1801 tussen Paus Pius VII en Napoleon werden de gebieden van het bisdom Doornik in Vlaanderen afgehaakt. De Leie- en Scheldedepartementen vormden samen het nieuwe bisdom Gent waar ook Rollegem onder viel. De parochie behoorde in die periode tot de dekenij Menen. De bisdommen Brugge en Ieper werden afgeschaft en herleid tot twee districten van het bisdom Gent. In 1834 werd het bisdom Brugge heropgericht door de bul Romana Ecclesiae van paus Gregorius XVI met als grondgebied de volledige provincie West-Vlaanderen, waaronder dus ook de parochie Rollegem.

## Kerk
Rond 1100 was er sprake van de eerste aanzet tot de bouw van een kerk. Men bouwde een kerktoren in ruwe veldsteen maar zeer snel werden de werken gestaakt. Honderd jaar later (tussen 1200-1225) werd besloten een kerk te bouwen op de plaats waar nu de huidige kerk staat. De stijl is te situeren in de vroeggotiek. Het gaat om een typische kruiskerk met driebeukige benedenkerk geheel gebouwd in Doornikse steen, zelfs de zuilen, pijlers en bogen zijn van dit materiaal. Nog sterk aanleunend bij de romaanse bouwtradities, was het koor vlak gesloten; wel was de oostgevel door een drielicht of trifora doorbroken. Het is het oudste, vroeggotisch drielicht dat in West-Vlaanderen bekend is.
Tijdens de Beeldenstorm van 1566 werd de kerk sterk beschadigd: de grote klok werd stukgeslagen, de banken verbrand en de ramen verbrijzeld. Rond 1590 startten de herstellingswerken aan de kerk. In 1623 brandde de kerktoren uit na een blikseminslag waarbij opnieuw de klokken verloren gingen. Tussen 1623 en 1627 herbouwde men de achtzijdige klokkenverdieping van de toren in witsteen. Op 24 oktober 1627 kwam de bisschop van Doornik de nieuwe klokken en toren inwijden.
Op 8 juni 1700 kwam de deken van Kortrijk op kerkbezoek en vond de kerk in een ellendige toestand, wellicht het gevolg van de Negenjarige Oorlog (1688-1697). De kerk werd in eer hersteld om in 1721 opnieuw zwaar beschadigd te worden door een storm. Het kerkbestuur zag zich verplicht om een aantal van zijn goederen te koop te stellen om de herstellingskosten te dragen. In totaal werden 30 percelen grond verkocht in onder meer Aalbeke, Luigne, Marke, Kortrijk en Rollegem.
Tijdens de tweede helft van de 18e eeuw was de kerk erg vervallen en te klein. De kerk werd gedeeltelijk gesloopt. Op 30 april 1786 begon de heropbouw van de benedenkerk en werden 2 jaar later afgerond. Inmiddels was de Franse Revolutie uitgebroken, gevolgd door een eerste inval van het Franse leger in de gewesten. In april 1792 drongen soldaten plunderend de kerk binnen, waarbij al het goud en zilver gestolen werd. In 1798 werd de kerk opnieuw getroffen door een orkaan waarbij het dak en de topgevels werden vernield. Die werden afgebroken en vervangen door wolfsdaken en voorlopig met stro bedekt.
Door verwering was de achtzijdige bovenbouw van de toren zo vervallen, dat men in 1872 tot sloping besloot. Ondertussen werden plannen gemaakt voor de bouw van een nieuwe kerk. In 1903 begon men met de bouw van de kerk in haar huidige vorm, waarbij een neoromaanse benedenkerk op de funderingen van de oude werd opgetrokken.

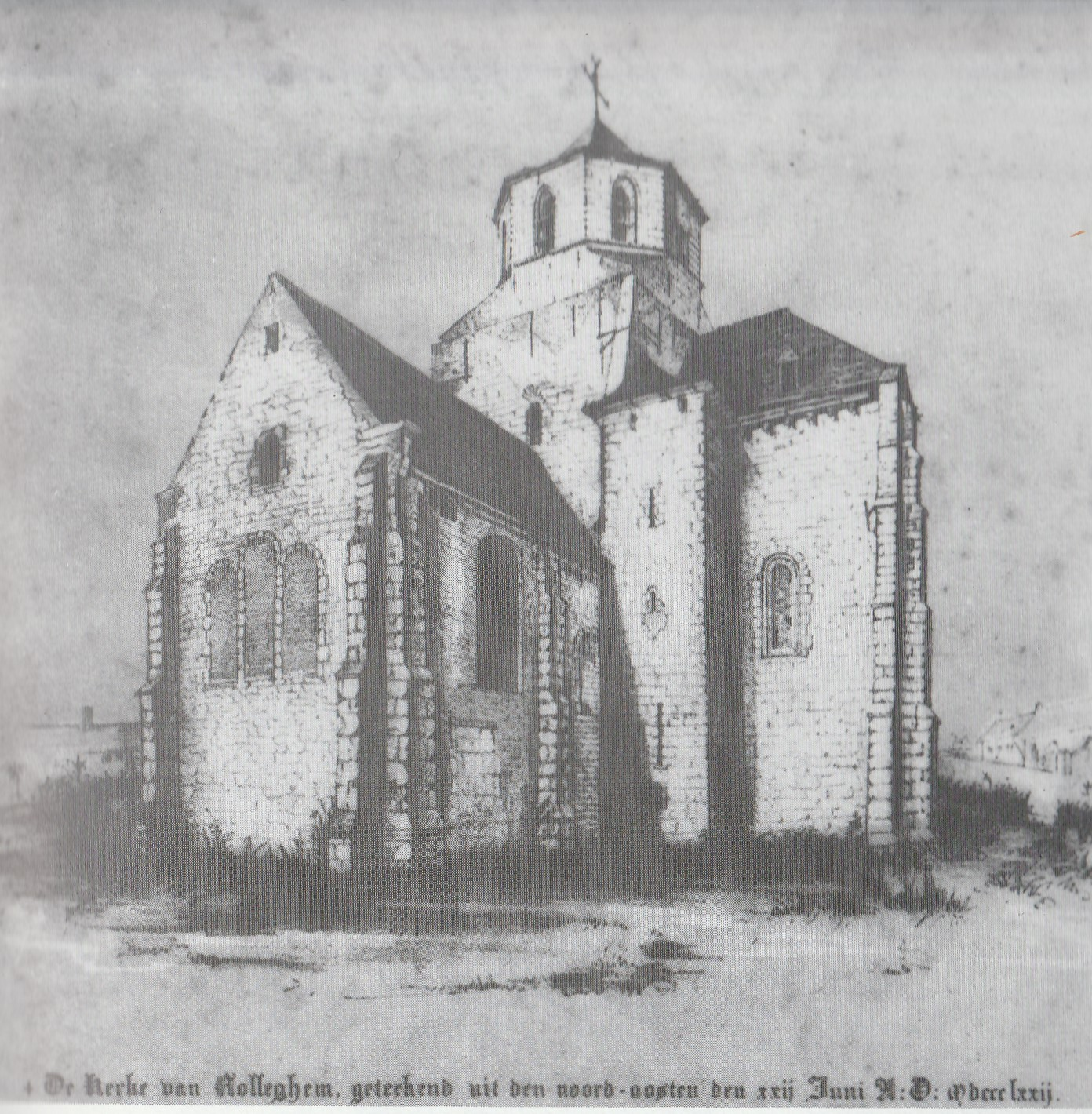
De kerk vanuit het noordoosten gezien met wolfsdak op de kruisbeuk. Tekening van 1872.
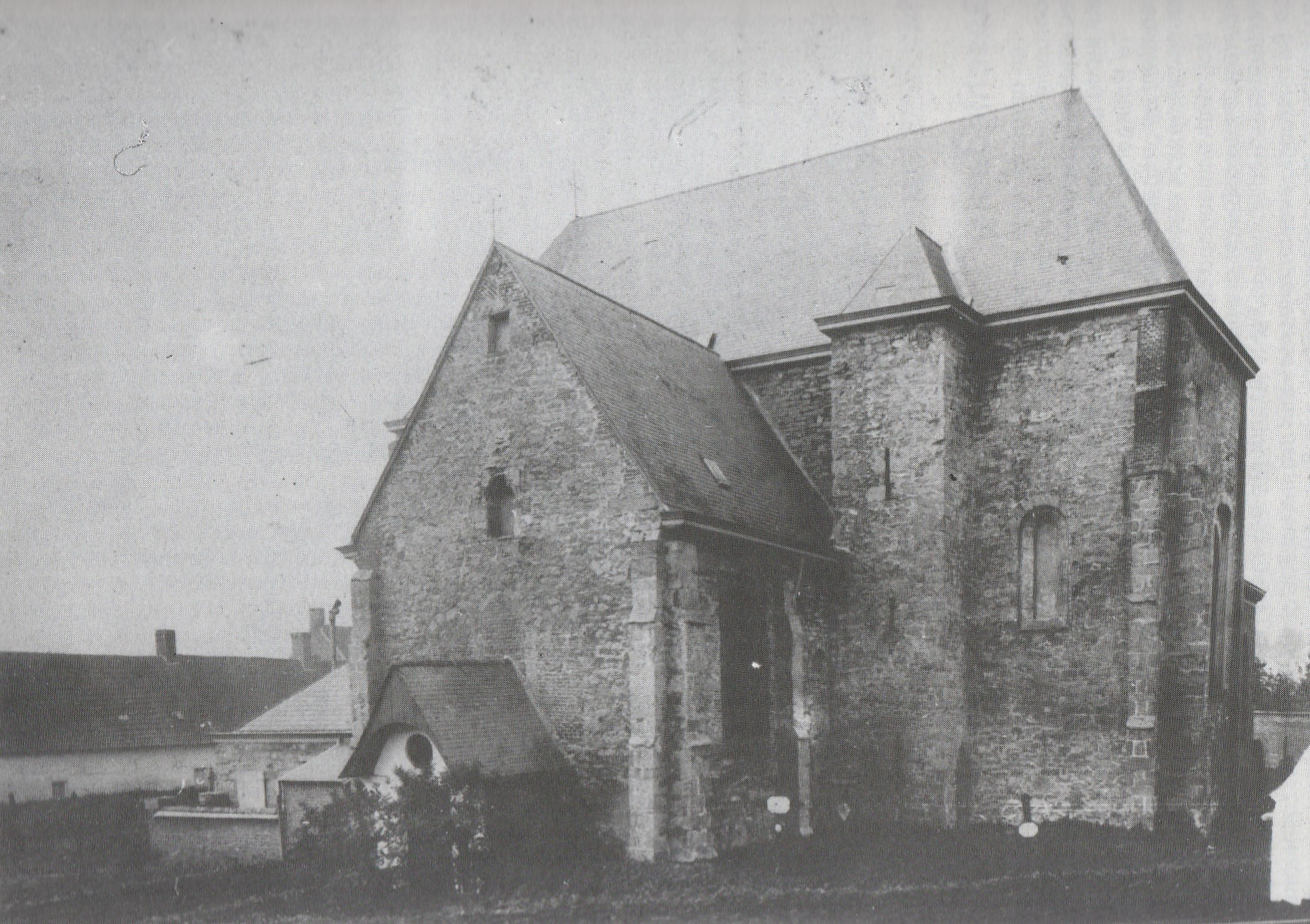
Na sloping van de klokkenverdieping in 1884.
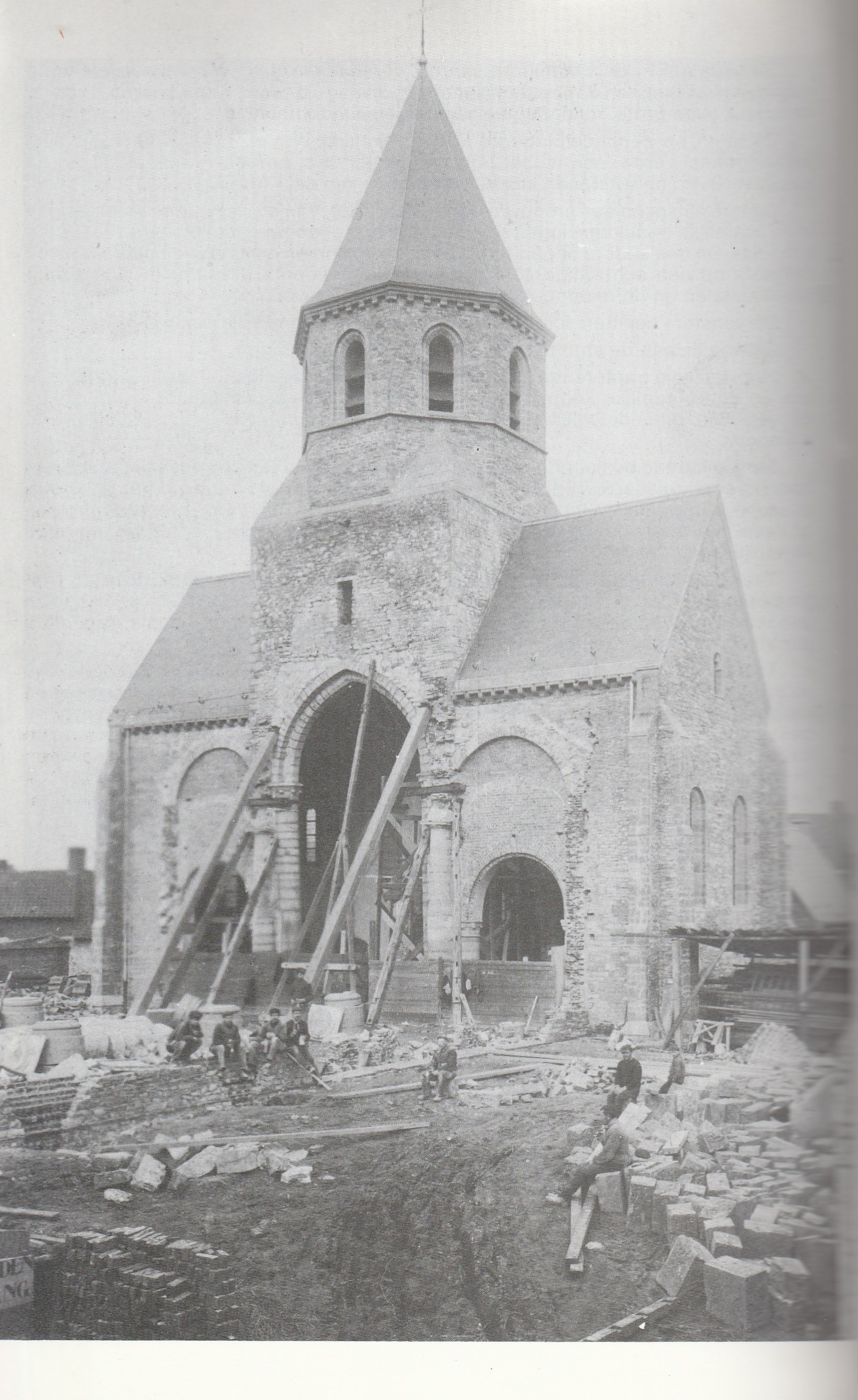
Kerk in 1904, tijdens de bouwwerken.
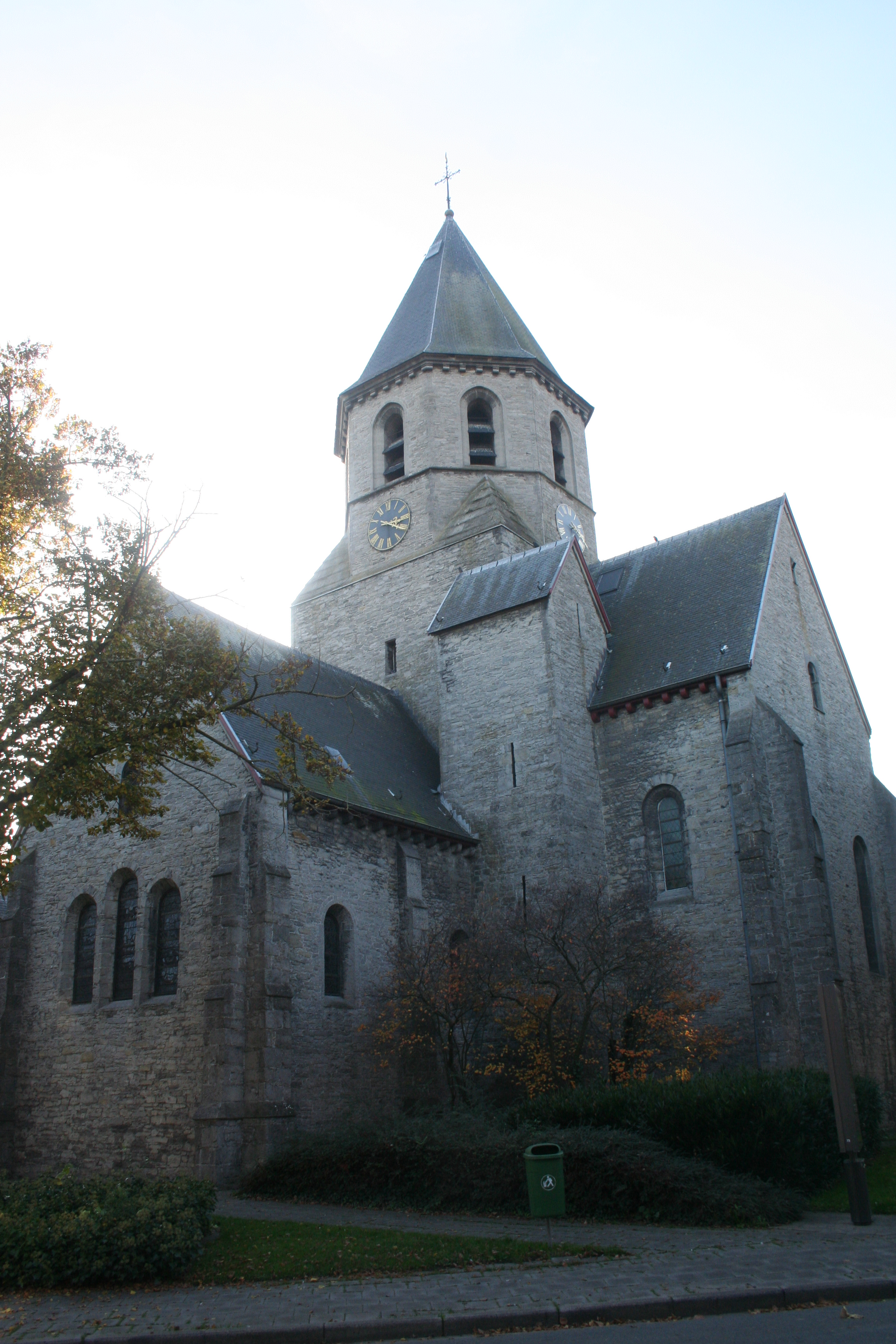
Sint-Antoniuskerk in haar huidige vorm.
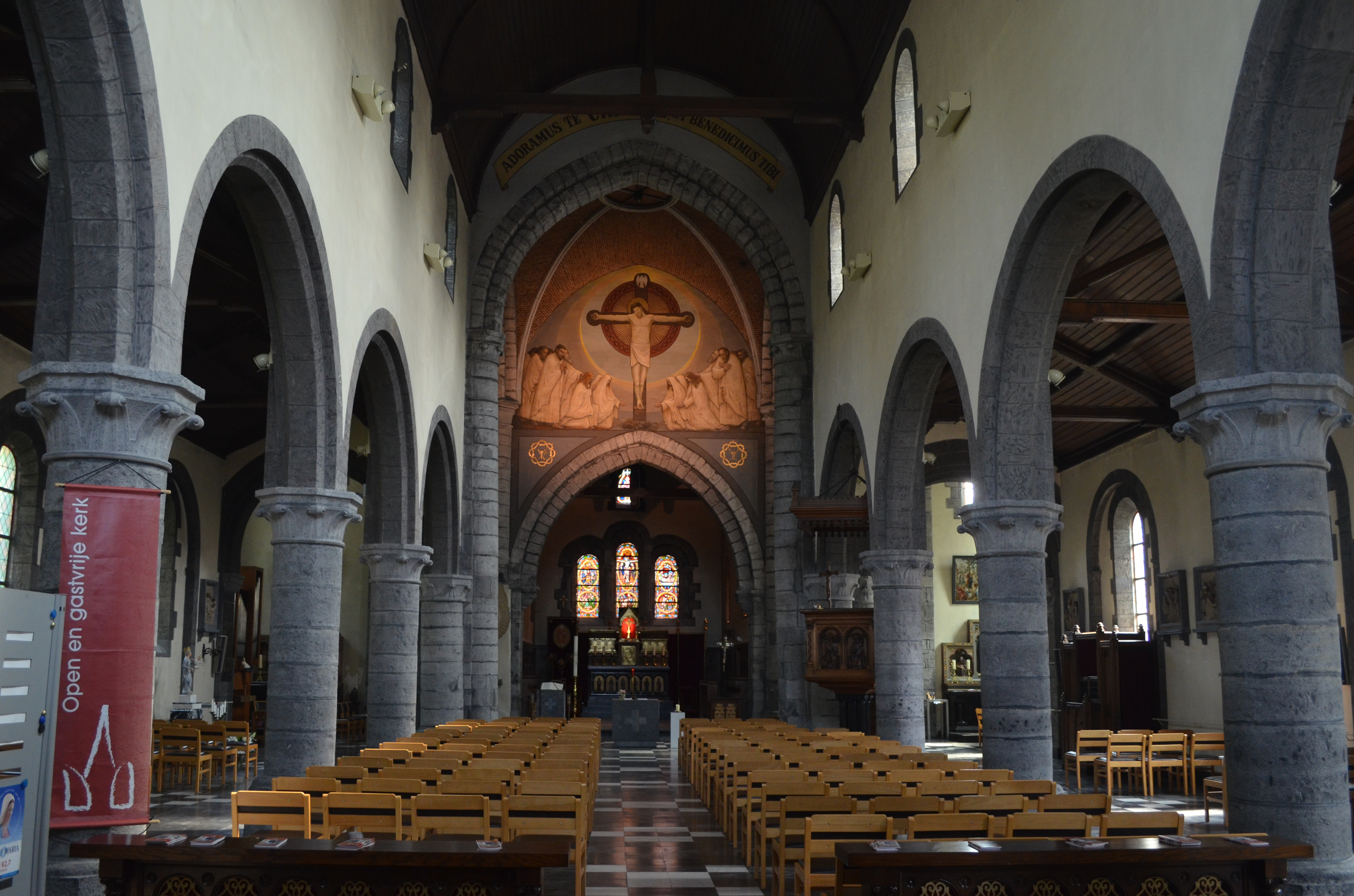
Schip gezien vanaf de ingang.